# Pınarbaşı, Karaman
Pınarbaşı là một xã thuộc thành phố Karaman, tỉnh Karaman, Thổ Nhĩ Kỳ. Dân số thời điểm năm 2011 là 312 người.